# Битка застава
Битка застава одиграла се 22. августа 1138. код градића Нортелертон у Коутон Муру у покрајини Јоркшир између шкотске војске под командом краља Давида I од Шкотске и енглеске војске под заповедништвом Вилијема од Елбемарла (енгл. William le Gros, Earl of Albemarle). Ова битка је још позната и као битка код Нортелертона.

## Ситуација пре битке
У тежњи да на енглески престо уместо Стивена од Енглеске - последењег норманског краља на енглеском престолу - доведе свог сестрића Хенрија Плантагенета (будућег краља Хенри II Плантагенет), шкотски краљ Давида I је подржао своју сестричину Матилду од Енглеске. Иако су Давид I и Стивен од Енглеске 1136. године склопили мировни споразум Давид I од Шкотске, је покренуо нов поход на Енглеску, покушавајући да искористи Стивенову заузетост борбом против побуњених барона на југу. Због тога је енглески краљ против њега могао да анагажује само мање, углавном најамничке снаге, састављене већим делом од феудалаца из Јорка и народних обвезника (енгл. Fyrd) из грофовије Јоркшир и северних делова Мидлендса. Бројно слабије енглеске снаге, имале су више оклопника и стрелаца а морал им је одржавао својим енергичним проповедима надбискуп Јорка Турстан од Бајеа. Он је као реликвију дао војсци хостију ~ просфору и посвећене барјаке катедрале са реликвијама бискупа Баверлеја и Вилфрида по којима је битка на крају и добила име. Они су били закачени на јарбол, који је био постављен на кола у средишту енглеског распореда. 
Снаге краља Давид I од Шкотске - према неким изворима између 26000 до 35000 горштака наоружаних мачевима и копљима, али са мало оклопника и стрелаца - упале су у Грофовију Јорк и опустишио је. Успели су да заузму читав Нортамберланд са изузетком замкова Варка (енгл. Warka) и Бамбург (енгл. Bamburgh). Наставивиши напредовање ка Јорку шкотске снаге су прешле реку Тиз (енгл. Tees) али су убрзо наишле на Енглезе спремне за битку.

## Битка
Енглеске снаге су под Вилијемом од Елбемарла постројиле у дубок линијски поредак дуж падина брежуљака у близини Нортелертона. Оклопници су сјахали са коња и поставили се у прву линију ради веће чврстине, а старији витезови су били у резерви око кола са заставама. Уз подршку стрелаца наоружаних тзв. енглеским луком или велшким луком били су иако бројчано надјачани у великој предности.
Краљ Давид I од Шкотске је тежио да својом коњицом пробије пут кроз енглеску прву линију са сјахалим оклопницима, али су горштаци одбили да оклопници буду испред њих, па је 22. августа у 06:00 часова почео шкотски напад у три колоне. 
Средња колона, коју су првенствено чинили Келти поколебала је својим првим налетом енглеску линију, али је она била веома брзо успостављена а даљи покушаји Келта да напредују су пропали пред оклопним витезовима. Шкотска десна колона пробила се на коњима кроз енглески распоред, али ју је зауставила поново успостављена енглеска линија. Шкотска лева колона која је била састављена махом од емиграната Енглеза повукла се после неуспешног првог јуриша. 
Краљ Давид I од Шкотске до 09:00 часова није успео ни са својим резервама спречи дословно безглаво повлачење своје војске. Он и његов син Хенри су са малим бројем витезова и оклопљених најамника успели да се повуку у релативном реду, а Енглези су престали да их прогоне. 
Шкотска војска је по неким изворима, наводно, изгубила 10000 до 12000 људим, док су према изворима енглески губици или намерно прећуткивани или су били веома мали.
Краљ Давид I се повукао у Карлајл и, након договореног примирја заузео је замак Варк.

## Закључак
Ова битка је веома неубичајена за XII век пошто јача коњица сјхаује за борбу пешке, а слабија јуриша у покушају пробоја. 
Убрзо након битке био је постигнут нови мировни споразум којим је краљ Стивен од Енглеске Давиду I уступио још територија, односно оне територије које је успео да задржи до краја рата.